# Karl Ackermann (Verleger)
Karl Ackermann (geboren 15. Dezember 1908 in Heidelberg; gestorben 20. Juni 1996 in Mannheim) war ein deutscher Journalist und Mitbegründer, Chefredakteur und Verleger des Mannheimer Morgens.

## Leben

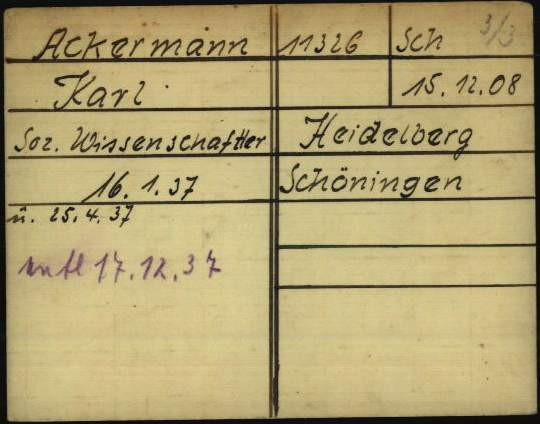
Registrierungskarte für Karl Ackermann als Gefangener im KZ Dachau

Karl Ackermann war Sohn eines kleinen Uhrenherstellers aus dem württembergischen Schwenningen. Er studierte in München und Heidelberg bei Karl Jaspers und Alfred Weber Soziologie und Geschichte und wurde 1931 mit einer Arbeit über die organisatorischen Streitigkeiten in der deutschen Sozialdemokratie vor dem Ersten Weltkrieg zum Dr. phil. promoviert.
Nach Hitlers Machtergreifung bekannte er sich öffentlich als Gegner und wurde Sekretär der Organisation Rote Hilfe, die politisch Verfolgte unterstützte. Auch war er Herausgeber des geheimen Widerstandsblattes Süddeutsches Tribunal. Nach einem Prozess wegen Hochverrat 1934 kam er ins Zuchthaus und von dort in das Konzentrationslager Dachau, aus dem ihm 1937 die Flucht gelang. Er emigrierte nach Zürich, wo er wissenschaftlicher Mitarbeiter im Sozialarchiv wurde.
Nach Kriegsende kehrte er nach Deutschland zurück und wurde 1945 von der US-Militärregierung neben Josef Eberle und dem ehemaligen Stresemann-Sekretär Henry Bernhard mit der Lizenz zur Gründung der Stuttgarter Zeitung ausgestattet. Von den Amerikanern wird er 1946 nach Mannheim zwangsversetzt und erhielt neben Karl Vetter und Eitel Friedrich Schilling von Cannstatt die Lizenz zur Gründung des Mannheimer Morgens, bei dem er Chefredakteur wurde. Ackermann galt als der KPD nahestehend, bezeichnete sich aber 1948 als "unabhängig", wohl um einem Lizenzentzug vorzubeugen, wie es Rudolf Agricola von der Rhein-Neckar-Zeitung widerfuhr; Agricola druckte einen umstrittenen Artikel von diesem ab (Zitat siehe Artikel Rudolf Agricola), der in dessen Zeitung nicht publiziert wurde. 1949 wurde er in den Vorstand der Nachrichtenagentur für die amerikanische Zone DENA gewählt. Noch bis in die 1980er Jahre veröffentlichte er Kommentare im Mannheimer Morgen.
Ackermann galt nachmals als „vom Linksaußen zum Bürgerlichen gewandelt“. Er war an der Einführung der Mitbestimmung für Redakteure beim Mannheimer Morgen beteiligt.
Ackermann war in erster Ehe mit Luise, geb. Schneider (1919–1980) verheiratet, in zweiter Ehe mit Gertrud, geb. Bier (1919–1998). Er hat eine Tochter. Ackermann zog nie nach Mannheim, er wohnte in Schriesheim auf dem Branich.

## Auszeichnung
Für seine herausragenden Leistungen wurde Ackermann 1975 der Verdienstorden des Landes Baden-Württemberg verliehen.